# Erving Walker
Erving Walker, né le 17 janvier 1990 à Brooklyn, New York, est un joueur américain de basket-ball. Il mesure 1,73 m et évolue au poste de meneur.

## Biographie
Durant l'été 2012, il rejoint Véroli en Lega Due. Il a joué 20 matches pour une moyenne de 17,9 points et 3,6 passes décisives par match.
En octobre 2013, après avoir passé une période d'essai, il signe en Pologne, à Zielona Góra. Le 28 janvier 2014, il quitte le club polonais.
Le 5 février 2014, il signe en France à Chalon-sur-Saône en tant que joker,.
Le 23 juin 2014, la JDA Dijon annonce officiellement l'arrivée du meneur dans la Capitale des Ducs pour la saison 2014-2015. Il remplace T. J. Campbell, parti à la JSF Nanterre.
Le 8 juillet 2015, il part en Turquie où il signe à Büyükçekmece.
Le 25 juillet 2016, il revient en France où il signe un contrat d'un an avec la SIG Strasbourg.

## Clubs
- 2008-2012 :  Gators de la Floride (NCAA)
- 2012-2013 :  Prima Véroli (Lega Due)
- 2013-fin janvier 2014 :  Stelmet Zielona Góra (Division 1)
- début février 2014-2014 :  Élan sportif chalonnais (Pro A)
- 2014-2015 :  Jeanne d'Arc Dijon Bourgogne (Pro A)
- 2015-2016 :  Büyükçekmece
- 2016-2017 :  SIG Strasbourg (Pro A)
- 2017-2018 :  Büyükçekmece
- 2018-2019 :  Pınar Karşıyaka
- 2021      :  KB Trepça